# Pseudobryomima
Pseudobryomima is een geslacht van vlinders van de familie uilen (Noctuidae), uit de onderfamilie Cuculliinae.

## Soorten
- P. distans Barnes & McDunnough, 1912
- P. fallax Hampson, 1905
- P. muscosa (Hampson, 1905)